# Tipula temperata
Tipula temperata är en tvåvingeart som beskrevs av Alexander 1940. Tipula temperata ingår i släktet Tipula och familjen storharkrankar. Inga underarter finns listade i Catalogue of Life.